# Tyaru
Tyaru fue una antigua estratégica fortificación egipcia en el inicio del Camino de Horus o también llamado el "Camino a la Tierra de los filisteos", la vía principal que llevaba de Egipto a Canaán. También aparece en inscripciones, aunque menos frecuentemente, bajo los nombres de Tjaru, Zaru, Taru, Tharo, Dyaru y Tyel, y era conocida por los griegos como Zele o Sile. Se ha sugerido que sus restos forman el Tell el Habua, cerca de El Kantara.
Fue capital del nomo XIV del Bajo Egipto y allí se adoraba a su protector, el dios Horus de Mesen en forma de león, y debido a sus estrechos vínculos teológicos con Edfu, es referida a veces como el Edfu del Bajo Egipto.
Tyaru, al ser una ciudad de la frontera en una zona llamada Ta-Denit ("El Corte, la División") con un desierto inhóspito, era un lugar de destierro para los delincuentes. Horemheb en su Gran Edicto amenaza como castigo por diversos delitos por parte de funcionarios, su desfiguración y destierro a Tyaru.

## Tyaru en lasCartas de AmarnaySilu
Se hace referencia dos veces a Silu en una de las Cartas de Amarna, la EA 382. correspondencia entre 1350 y 1335 a. C. La carta nombra a Turbazu, el presunto alcalde o gobernante de Silu, quien ha "...muerto en la puerta de la ciudad de Silu." Otros dos alcaldes también son asesinados en la puerta de la ciudad de Silu. Este asesinato de Turbazu también está referenciado en una carta adicional de las Cartas de Amarna, la EA 335.

### EA 288, carta de Abdi-Heba de Jerusalén
Las cartas de Abdi-Heba al faraón tienen una longitud moderada y comentan tópicamente las intrigas de las ciudades cercanas a Jerusalén.
Una sección de la carta EA288, que lleva por título: "Negligencia benigna", también hace referencia a lo anterior:
"He aquí que Turbazu fue asesinado en la puerta de la ciudad de Silu-(Tyaru). El rey no hizo nada..."